# Veliki Vratnik
Veliki Vratnik je tjesnac u Jadranskom moru, između otoka Olipe s jedne strane, te Tajana i Jakljana s druge strane. Na sjevernoj strani tjesnaca, na otoku Olipi, nalazi se Svjetionik "Otočić Olipa" kojeg održava Plovput.